# Central Valley (Utah)
Central Valley – miasto w Stanach Zjednoczonych, w stanie Utah, w hrabstwie Sevier.